# Oberonia clarkei
Oberonia clarkei är en orkidéart som beskrevs av Joseph Dalton Hooker. Oberonia clarkei ingår i släktet Oberonia och familjen orkidéer. Inga underarter finns listade i Catalogue of Life.